# The Carnegie Hall Concert
The Carnegie Hall Concert è un album del pianista jazz Keith Jarrett pubblicato dall'etichetta ECM. È composto da quindici tracce, di cui dieci di improvvisazione e cinque composizioni (tutte di Jarrett, eccetto l'ultima, Time on My Hands). Lo schema dei brani riprende l'esecuzione di vari brani di breve durata già utilizzata in Radiance, più le ultime composizioni eseguite come bis.

## Tracce
1. Part I – 9:56
2. Part II – 3:32
3. Part III – 4:44
4. Part IV – 5:19
5. Part V – 9:54
6. Part VI – 6:50
7. Part VII – 8:35
8. Part VIII – 5:19
9. Part IX – 8:25
10. Part X – 9:46
11. The Good America – 6:47
12. Paint My Heart Red – 8:30
13. My Song – 8:04
14. True Blues – 7:00
15. Time on My Hands – 7:30 (musica: Adamson, Gordon, Youmans)